# Кови, Ричард Освальд
Ри́чард О́свальд Ко́ви (англ. Richard Oswalt Covey; род. 1946) — астронавт НАСА. Совершил четыре космических полёта на шаттлах: STS-51I (1985, «Дискавери»), STS-26 (1988, «Дискавери»), STS-38 (1990, «Атлантис») и STS-61 (1993, «Индевор»), полковник ВВС США.

## Личные данные и образование

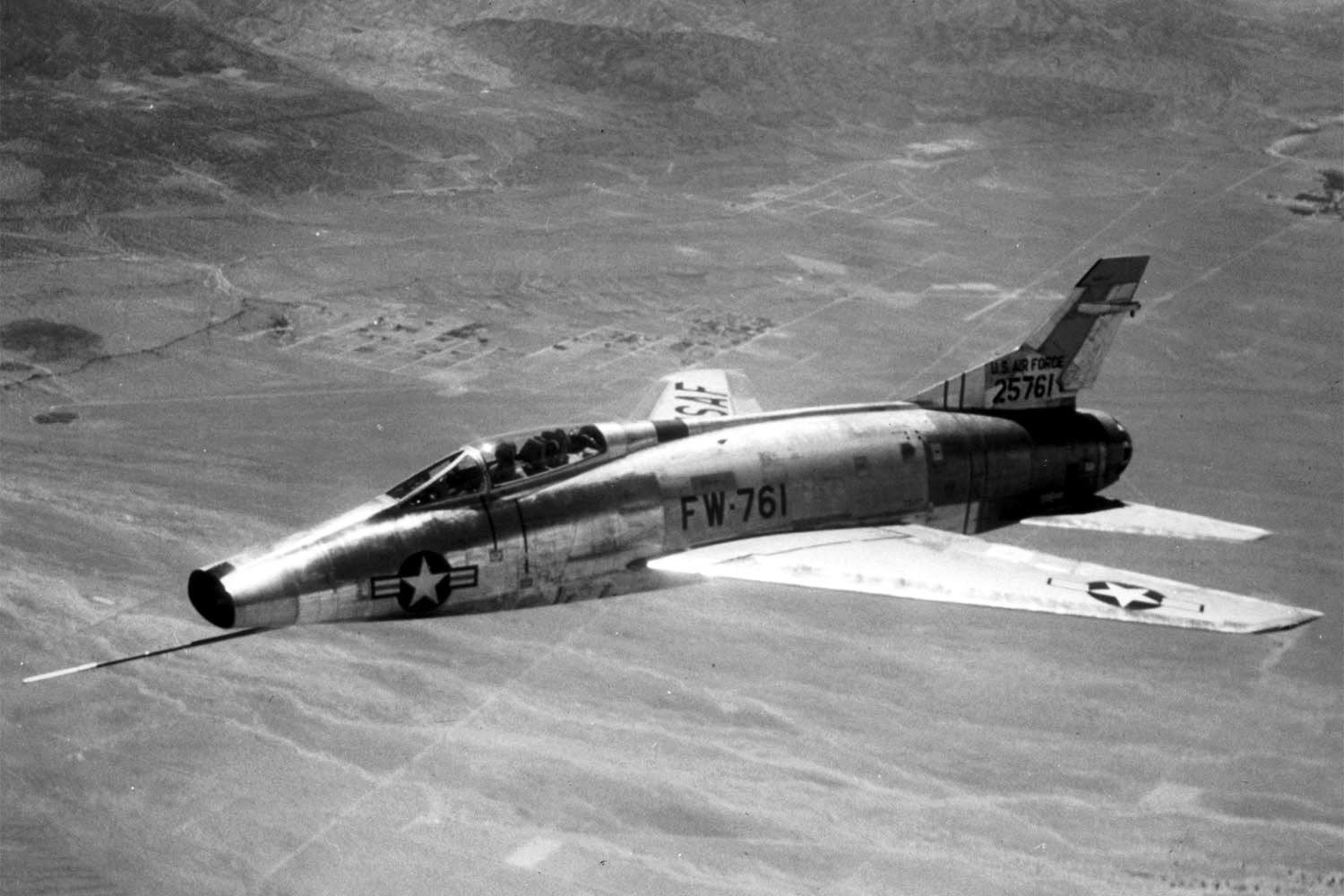
F-100 в полете.

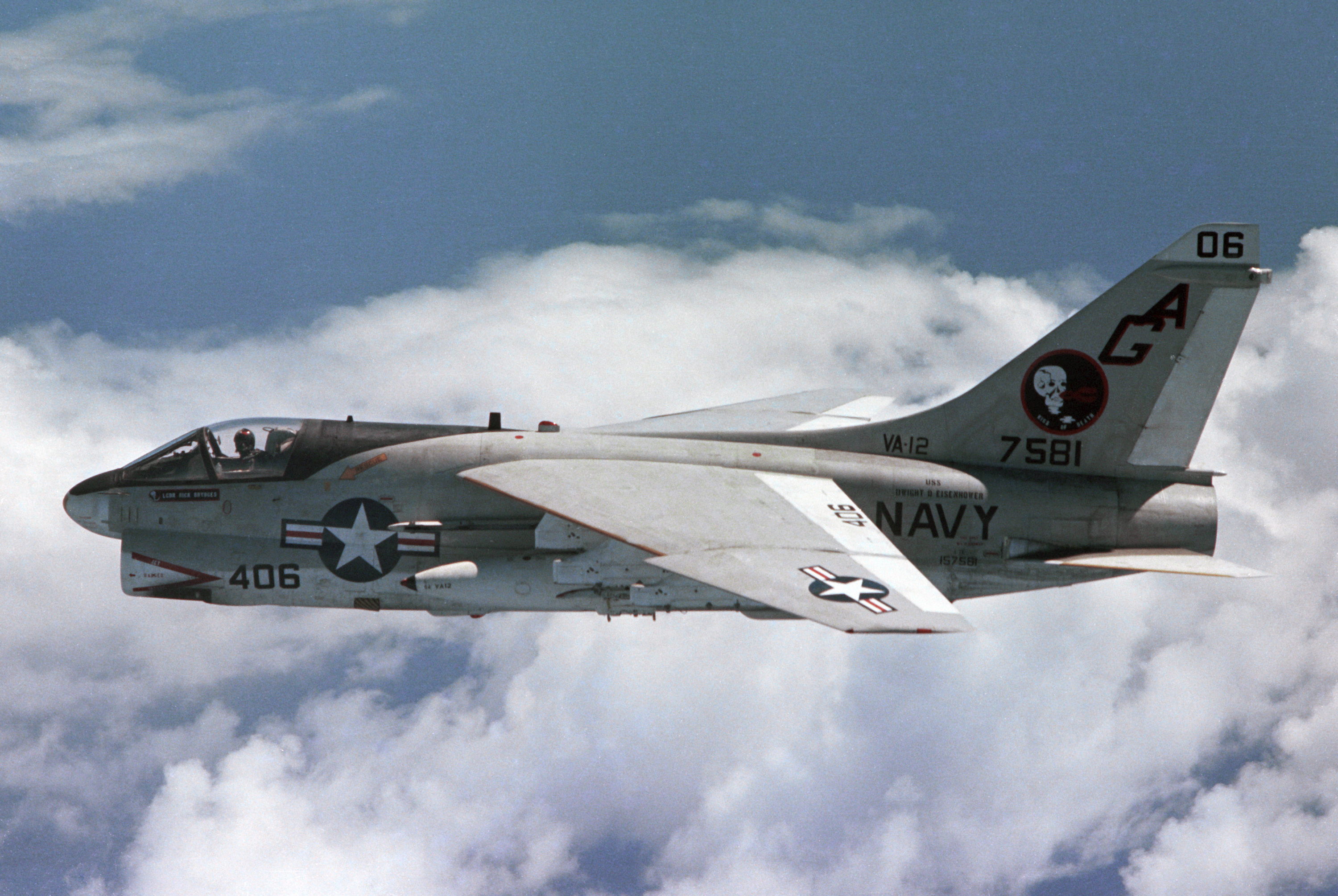
A-7 в полете.

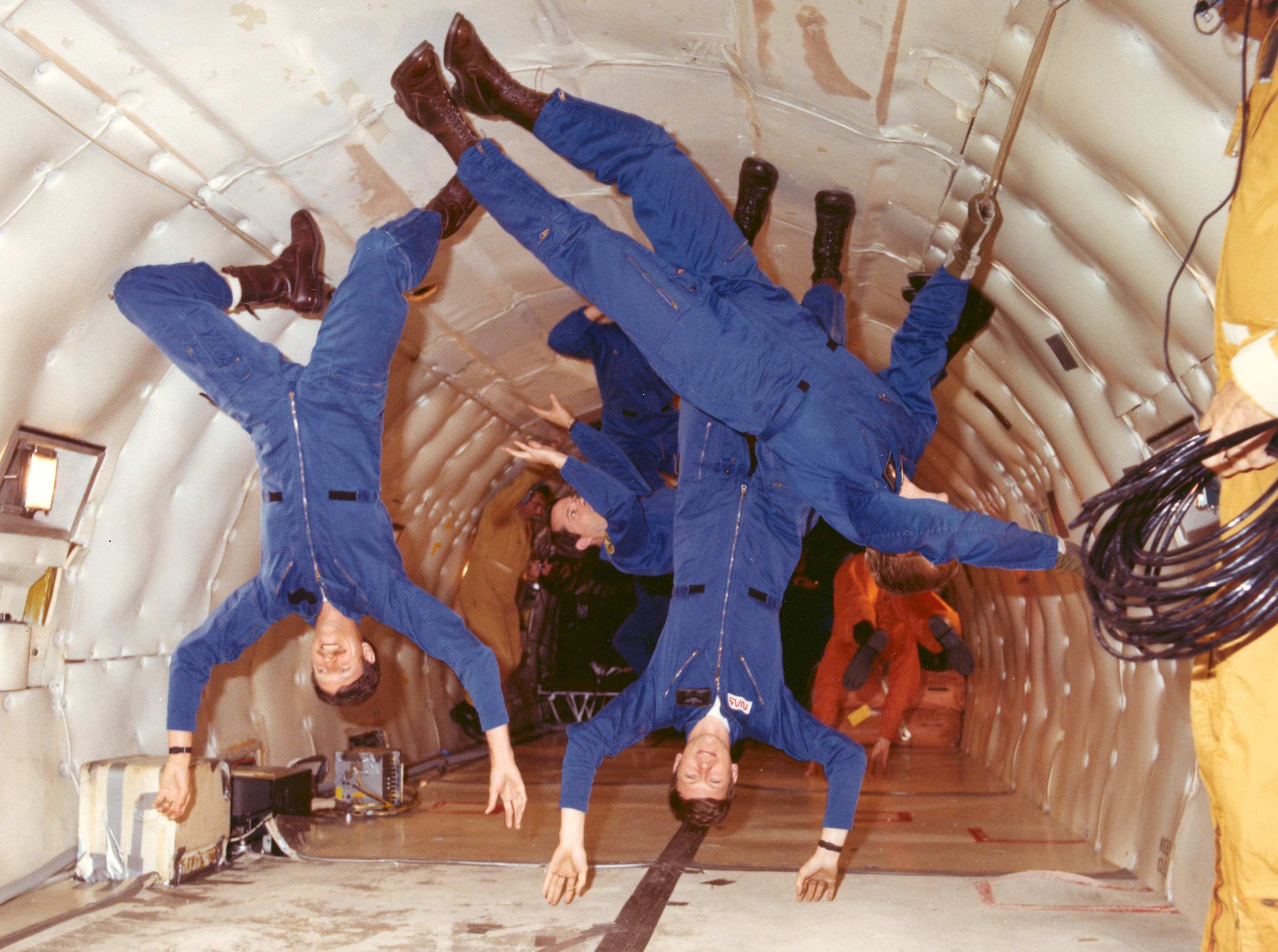
На тренировке: Кови — первый слева.

Родился 1 августа 1946 года в Фейетвилле, Арканзас, но своим родным считает город Форт-Уолтон-Бич, штат Флорида. Среднюю школу окончил в 1964 году в Чоктауатчи, Шалимар, Флорида. Жена — Кэтлин Оллбо, у них две дочери. Увлекается: гольф, водные виды спорта, лыжи и волейбол. В 1968 году в Академии ВВС США получил степень бакалавра в области инженерных наук со специализацией «Космическая техника». В 1969 году в Университете имени Пердью получил степень магистра наук в области аэронавтики и астронавтики.

## ДоНАСА
В 1970—1974 годах Кови служил в ВВС США, был лётчиком-истребителем, летал на F-100 Super Sabre, A-37 Dragonfly и A-7 Corsair II. Он совершил 339 боевых вылета в течение двух туров в Юго-Восточную Азию. В период между 1975 и 1978 годами на авиабазе «Иглин», штат Флорида, служил лётчиком-испытателем, испытывал системы вооружения на F-4 Phantom II и A-7D, а также по совместительству — возглавлял группу тестирования антирадарной защиты F-15 Eagle. Имеет налёт более 5700 часов на более чем 30 различных типах самолётов.

## Космическая подготовка
16 января 1978 года был зачислен в отряд астронавтов НАСА во время 8-го набора. Прошёл курс общекосмической подготовки (ОКП) и в августе 1979 года был зачислен в отдел астронавтов в качестве пилота шаттла. До первого полёта космического челнока, он занимался обучением астронавтов, а также инженерными разработками и тестированием матчасти. Он пилотировал самолёт Т-38, который сопровождал шаттлы STS-2 и STS-3 при заходах на посадку и приземлении. При полёте STS-5, Кови впервые вошел в группу поддержки членов экипажа. Кови также работал оператором связи с экипажами STS-5, STS-6, STS-61B, STS-61C и STS-51L. Это его голос мы слышим, когда он произносит теперь уже печально известную фразу: «Челленджер, поддайте газу!». В 1989 году в НАСА он стал руководителем «Группы по безопасности космических полётов». Работая в Офисе астронавтов, он занимался распределением дополнительных технических заданий, а также был исполняющим обязанности заместителя начальника Управления астронавтов, а также исполняющим обязанности заместителя директора по операциям Лётных экипажей.

## Космические полёты
- Первый полёт — STS-51I[3], шаттл «Дискавери». C 27 августа по 3 сентября 1985 года в качестве пилота. Экипаж вывел на орбиту три спутника связи: для Военно-морского флота США — «SYNCOM IV-4», австралийский «AUSSAT», и для американской компании спутник «ASC-1». Экипаж на орбите провёл успешные работы по сближению и ремонту большого по массе — 6,8 т (15000 фунтов) спутника «SYNCOM IV-3». Продолжительность полёта составила 7 суток 2 часа 18 минут[4].
- Второй полёт — STS-26[5], шаттл «Дискавери». C 29 сентября по 3 октября 1988 года в качестве пилота. Экипаж успешно вывел на орбиту спутник «TDRS-C» и провёл одиннадцать экспериментов, два из которых были предложены студентами. Продолжительность полёта составила 4 суток 1 час 1 минуту[6].
- Третий полёт — STS-38[7], шаттл «Атлантис». C 15 по 20 ноября 1990 года в качестве командира корабля. Полёт проводился в интересах Министерства обороны США. Продолжительность полёта составила 4 суток 21 час 55 минут[8].
- Четвёртый полёт — STS-61[9], шаттл «Индевор». Со 2 по 13 декабря 1993 года в качестве командира корабля. Челнок приблизился к телескопу Хаббл и произвёл ремонт на орбите. Продолжительность полёта составила 10 суток 19 часов 59 минут[10].

Общая продолжительность полётов в космос — 26 сут. 21 ч. 14 мин.

## После полётов
1 августа 1994 года Кови ушел в отставку из НАСА и ВВС. С января 1998 года работал заместителем директора компании Boeing. После аварии шаттла Колумбия в 2003 году, Кови, вместе с Томасом Стаффордом (на тот момент — генерал-лейтенант ВВС в отставке), возглавили и работали в Комиссии Стаффорда-Кови и приложили максимум усилий для возвращения флота шаттлов к полётам в космос, вплоть до старта STS-114. В 2005 году Кови получил заслуженную Премию «Орёл скаутов» от бойскаутов Америки — звание «Скаут-орёл» он получил ещё в 1960 году, когда его отец служил на авиабазе ВВС в Калифорнии. Тогда же, в 2005 году Кови был изображён на обложке журнала для членов Национальной Ассоциации Скаут-орлы. В январе 2006 года Кови был выбран на должность главного операционного директора «United State Alliance». В марте 2010 года объявил о намерении уйти в отставку.

## Награды и премии
Награждён: Медаль «За космический полёт» (1985, 1988, 1990 и 1993) и многие другие.